# Västerbottens läns vapen

Västerbottens läns vapen är en sammanslagning av Västerbottens-, Lapplands- och Ångermanlands landskapsvapen. Vapnet fastställdes 1949 med följande blasonering:
| ”             | Delad sköld, i övre fältet Västerbottens vapen, undre fältet kluvet, med Lapplands vapen till höger och Ångermanlands vapen till vänster. | „ |
| – Riksarkivet | |   |

## Historik
Vapnet fastställdes i sin nuvarande form av Kungl. Maj:t 18 juni 1949. Länet bildades 1810 genom delning av landskapet Västerbotten. Ursprungligen hade vapnet en kluven sköld med Lapplands vapen i det ena fältet och Västerbottens i det andra. På 1920-talet användes stämplar och sigill med en delad sköld där Västerbotten var i första fältet, Ångermanland i andra fältet och Lappland i det tredje. Länsstyrelsen använder vapnet krönt med kunglig krona.

Västerbottens landskapsvapen
Lapplands landskapsvapen
Ångermanlands landskapsvapen

## Källhänvisning
1. 1 2  ”Heraldiskt register / vapen”. Riksarkivet. https://riksarkivet.se/heraldik-register-vapen?HeraldikID=21. Läst 5 juni 2024.
2. ↑  Svenska Heraldiska Föreningen